# Georges Carrel
Il canonico Georges Carrel (pron. fr. AFI: [ʒɔʁʒ kaʁɛl]) (Châtillon, 21 novembre 1800 – Aosta, 23 maggio 1870) è stato un presbitero, scienziato e divulgatore scientifico italiano che ha contribuito in maniera determinante al progresso economico e sociale della Valle d'Aosta. Fu soprannominato, in francese, L'amis des Anglais, cioè "l'amico degli inglesi", per il suo impegno nella promozione del turismo in Valle d'Aosta e la sua fitta corrispondenza con gli ambienti scientifici internazionali.
È talvolta citato anche come l'abbé Carrel, che in francese significa abate Carrel. Tale definizione è tuttavia inesatta, in quanto Carrel non fu mai abate. Il termine "abbé" si usa in lingua francese con un significato più ampio, riferendosi a un religioso cui la comunità attribuisce una particolare importanza.

## Biografia
Crebbe a Valtournenche, ai piedi del Cervino. Studiò nel Collegio Saint-Bénin di Aosta e nel Seminario maggiore (in francese Grand séminaire) della stessa città. Divenne canonico di Sant'Orso il 18 maggio 1826, fu ordinato sacerdote l'11 giugno 1826 e priore della Collegiata di Sant'Orso il 24 agosto 1868.
Si laureò in legge all'Università di Torino l'8 luglio 1834.
Si spense il 23 maggio 1870 ad Aosta.

## Apporti scientifici
Insegnò scienze naturali e diritto ad Aosta.
Dal 1841 collaborò con il giornale La Feuille d'annonces d'Aoste, poi con L'Indépendant e La Feuille d'Aoste, e con i periodici svizzeri La Gazette du Simplon e La Bibliothèque universelle de Genève.
Fu tra i fondatori dell'Académie Saint-Anselme, costituita il 29 marzo 1855, e della Société de la Flore Valdôtaine nel 1858, che aveva come obiettivo lo studio della flora valdostana e la raccolta del suo erbario.
Il 18 marzo 1866 venne nominato socio onorario del Club alpino di Torino, divenuto poi Club alpino italiano; nello stesso anno grazie al suo interessamento si aprì la succursale di Aosta, la prima in Italia, di cui fu presidente fino al 1870.
Fece parte della Société géologique de France e della Société helvétique des sciences naturelles.
Costruì a sue spese un osservatorio meteorologico ad Aosta che utilizzò dal 1840 al 1870, collaborando con altre 30 stazioni meteorologiche nella raccolta dei dati a livello nazionale. Fece edificare, sempre a sue spese, il ricovero di Comboé per ospitare gli scienziati e gli escursionisti che salivano alla Becca di Nona.
Fu amico di Richard Henry Budden, il noto alpinista e filantropo. Nell'estate del 1842 accompagnò il professor James David Forbes sul ghiacciaio della Brenva per delle osservazioni glaciologiche, il 30 giugno 1859 ricevette la visita del famoso alpinista Francis Fox Tuckett che ne apprezzò cortesia e competenza scientifica, pochi anni dopo accompagnò il professor John Tyndall sul Cervino.
Collaborò con Jean-Antoine Gal alla redazione del volume La Vallée d'Aoste, illustrato da Édouard Aubert e pubblicato a Parigi nel 1860, libro che fece conoscere al grande pubblico le ricchezze storiche e naturali della Valle d'Aosta.
Il 21 dicembre 1865 entrò nel Gouffre des Busserailles, esplorato su sua indicazione da Jean-Antoine Carrel, Victor Maquignaz e Alexandre Pellissier meno di un mese prima, per effettuarne il rilievo e redigerne la descrizione. Fu disegnatore e fotografo. Nei suoi scritti compaiono osservazioni astronomiche, studi sull'ozono, esperimenti di chimica e fisica.
Genio poliedrico si dilettava anche a suonare il flauto.
Promosse la costruzione del ponte in pietra di Pont-Suaz sulla Dora Baltea, che venne realizzato nel 1860, e della ferrovia Ivrea-Aosta (1886). Con l'appoggio del deputato Laurent Martinet, predispose il progetto di massima per il tunnel del Col de Menouve, che avrebbe dovuto collegare l'Italia con la Svizzera, ma i lavori iniziati nel 1856 si interruppero l'anno seguente: sul lato valdostano vennero scavati 70 metri di galleria, circa la metà su quello svizzero.
Promosse la costruzione della strada consortile Châtillon-Valtournenche che fu terminata nel 1891.
Fu uno dei primi a non credere nell'inviolabilità del Cervino e a pochi mesi dalla sua conquista lanciò una sottoscrizione per costruire un rifugio a 4114 metri di quota sulla via italiana che venne realizzato nel 1867.
Sulla vetta del Grand Tournalin, Edward Whymper eresse un ometto che si poteva vedere da miglia e miglia di distanza e che avrebbe resistito molti anni se il canonico Georges Carrel non l'avesse fatto demolire perché disturbava la sua ripresa fotografica del panorama.

## In sua memoria

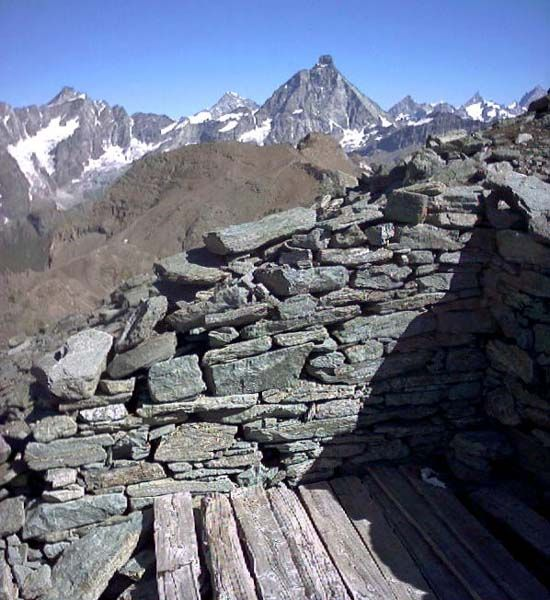
Ruderi del bivacco Georges Carrel sul Grand Tournalin.

Il 30 luglio 1876 venne dedicata alla sua memoria una lapide nella piazza della chiesa di Valtournenche e lo stesso anno gli intitolarono un bivacco sul Grand Tournalin. Il 19 settembre 1878 venne deciso di ribattezzare la Becca di Nona Pic Carrel, ma tale decisione non ebbe seguito; il suo nome rimase legato solo al Colle Carrel che separa il Monte Emilius dalla Becca di Nona.

## Opere principali
- Lettres à ma soeur sur l'introduction des mesures métriques dans le Duché d'Aoste, Imprimerie Lyboz, Aoste, 1850
- Les Alpes Pennines dans un jour, soit, Panorama boréal de la Becca de Nona ..., Imprimerie Lyboz, Aoste, 1855
- Introduction à la flore valdôtaine: aux jeunes botanistes, Imprimerie Lyboz, Aoste, 1858
- Le gouffre des Busserailles à Valtournenche ..., Imprimerie Lyboz, Aoste, 1866
- Ascensions du Mont-Cervin en 1868, Imprimerie Louis Mensio, Aoste, 1868
- La Vallée de Valtournenche en 1867, Imprimerie Cassone, Turin, 1868
- Route consortile de Châtillon à Valtournenche, Imprimerie Louis Mensio, Aoste, 1869